# Belmont-Sainte-Foi
Belmont-Sainte-Foi là một xã thuộc tỉnh Lot trong vùng Occitanie phía tây nam nước Pháp. Xã này nằm ở khu vực có độ cao trung bình 268 mét trên mực nước biển.